# 盧布林省 (1919—1939年)
盧布林省 （Województwo Lubelskie）是波蘭第二共和國時期的一個省，位於該國中部。1938年時面積26,555平方公里，1931年人口2,116,200人。首府盧布林。
1939年時下分16縣、29市鎮、228村。